# Манта
 Тази статия е за риби от вида Manta birostris.  За риби от вида Lophius piscatorius вижте Морски дявол.  За градчето в Италия вижте Манта (Италия).
Мантата (Manta birostris) е вид скатова хрущялна риба. Наричат я още морски дявол заради израстъците от двете страни на устата, наподобяващи рога.

## Описание
Мантите могат да достигат до 9 m на дължина при тегло около 1 350 kg. Широчината на плоското им тяло (диск) е 6 метра, а дължината - 4,5 метра. Гръдните плавници имат израстъци, които изглеждат като гребла. Разбира се те са застрашени защото хората ги ловят и убиват. Продължителността им на живот е около 20 години.

## Хранене
Хранят се с малки рибки и планктон. Подобно на китовете и на гигантските акули, те са филтратори, населяващи открития океан.

## Разпространение и местообитание
Разпространен в тропичните води на всички морета и океани.